# Euchromia epana
Euchromia epana är en fjärilsart som beskrevs av Embrik Strand 1920. Euchromia epana ingår i släktet Euchromia och familjen björnspinnare. Inga underarter finns listade i Catalogue of Life.